# Asshole (album)
Pour les articles homonymes, voir Asshole.
Albums de Gene Simmons
Gene Simmons
(1978)
Asshole est le deuxième album solo de Gene Simmons, sorti en 2004.

## Liste des titres
| No  | Titre                         | Auteur                                                                                                  | Notes                                                                    | Durée |
| --- | ----------------------------- | --- | ------------------------------------------------------------------------ | ----- |
| 1.  | Sweet & Dirty Love            | Gene Simmons                                                                                            |                                                                          | 3:03  |
| 2.  | Firestarter                   | Liam Howlett, Keith Flint, Trevor Horn, J. J. Jeczalik, Anne Dudley, Kim Deal, Gary Langan, Paul Morley | Reprise d'une chanson de Prodigy. Avec la participation de Dave Navarro. | 3:20  |
| 3.  | Weapons of Mass Destruction   | Gene Simmons                                                                                            |                                                                          | 3:44  |
| 4.  | Waiting for the Morning Light | Gene Simmons, Bob Dylan                                                                                 |                                                                          | 3:22  |
| 5.  | Beautiful                     | Mark Addison, Nina Singh                                                                                |                                                                          | 4:04  |
| 6.  | Asshole                       | Frank Tolstrup                                                                                          |                                                                          | 3:19  |
| 7.  | Now That You're Gone          | Gene Simmons, Bob Kulick                                                                                |                                                                          | 3:20  |
| 8.  | Whatever Turns You On         | Gene Simmons, Dave Williams                                                                             |                                                                          | 3:14  |
| 9.  | Dog                           | Gene Simmons, Bag                                                                                       |                                                                          | 3:07  |
| 10. | Black Tongue                  | Gene Simmons, Frank Zappa                                                                               |                                                                          | 4:28  |
| 11. | Carnival of Souls             | Gene Simmons, Scott Van Zen                                                                             |                                                                          | 3:26  |
| 12. | If I Had a Gun                | Gene Simmons, Bag                                                                                       |                                                                          | 2:59  |
| 13. | 1,000 Dreams                  | Gene Simmons                                                                                            |                                                                          | 3:19  |

## Classements
| Classement (2004)          | Meilleure position |
| -------------------------- | ------------------ |
| États-Unis (Billboard 200) | 86                 |